# Boris Saidman

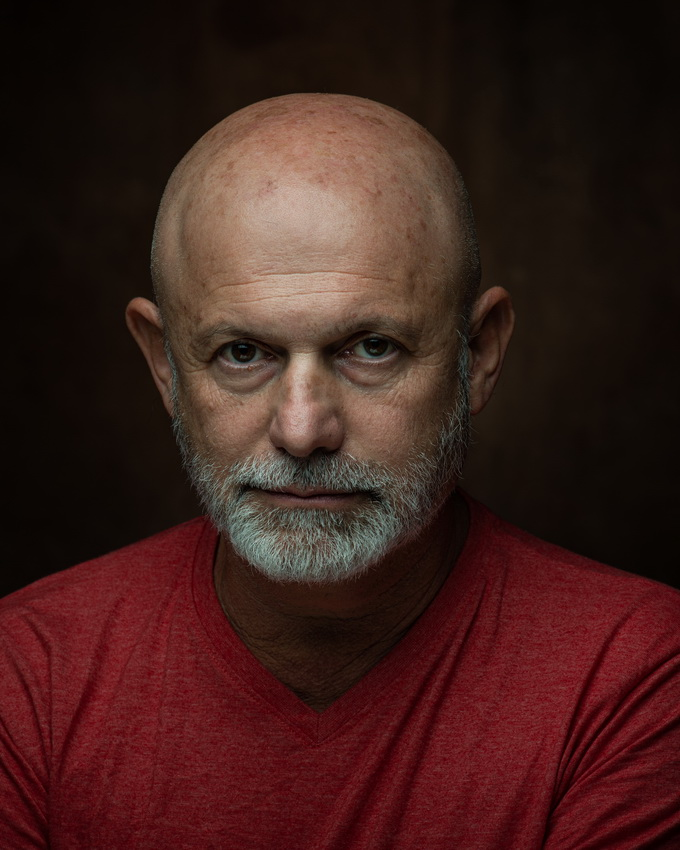
Boris Saidman

Boris Saidman (hebräisch בוריס זיידמן‎; * 1963 in Kischinjow im heutigen Moldawien) ist ein israelischer Schriftsteller. Im Alter von 13 Jahren übersiedelte er mit seinen Eltern aus der damaligen Sowjetunion nach Israel. Dort studierte er visuelle Kommunikation und arbeitet heute als Art Director.
Im Jahr 2006 erschien sein Roman Hemingway und die toten Vögel (hebräischer Originaltitel: Hemingway Ve-Geshem Ha-Tziporim Ha-Metot, deutsche Erstausgabe 2008), in dem er die Erinnerungen eines im Kindesalter nach Israel ausgewanderten ukrainischen Juden schildert.

## Werk
- Hemingway und die toten Vögel. Roman. Aus dem Hebr. von Mirjam Pressler. Berlin Verlag, Berlin 2008, ISBN 3-8270-0784-4